# Sân bay Lubao
Sân bay Lubao (ICAO: FZWS) là một sân bay ở Lubao, Cộng hòa Dân chủ Congo.